# غراتسيانو بيلي
غراتسيانو بيلي ((بالإنجليزية: Graziano Pellè)‏، النطق الإيطالي: ‎[ɡratˈtsjano pelˈlɛ]‏؛ مواليد 15 يوليو 1985) لاعب كرة قدم إيطالي يجيد اللعب في مركز الهجوم مع منتخب إيطاليا.

## روابط خارجية
- الموقع الرسمي
- غراتسيانو بيلي على موقع الاتحاد الدولي (مؤرشف)  (الإنجليزية)
- غراتسيانو بيلي على موقع الاتحاد الأوربي (الإنجليزية)
- غراتسيانو بيلي على موقع قاعدة بيانات كرة القدم.إي يو (الإنجليزية)
- غراتسيانو بيلي على موقع بيانات كرة القدم. دي إي (الألمانية)
- غراتسيانو بيلي على موقع ليكيب (الفرنسية)
- غراتسيانو بيلي على موقع ناشيونال فوتبول تيمز (الإنجليزية)
- غراتسيانو بيلي على موقع Soccerbase.com (لاعب) (الإنجليزية)
- غراتسيانو بيلي على موقع Soccerway.com (الإنجليزية)
- غراتسيانو بيلي على موقع عالم كرة القدم.نت (الإنجليزية)
- غراتسيانو بيلي على موقع AS.com (الإسبانية)